# Marvin Angulo
Marvin Angulo Borbón (Heredia, 30 settembre 1986) è un calciatore costaricano, centrocampista del Municipal Liberia.

## Statistiche

### Cronologia presenze e reti in nazionale
| Cronologia completa delle presenze e delle reti in nazionale ― Costa Rica | Cronologia completa delle presenze e delle reti in nazionale ― Costa Rica | Cronologia completa delle presenze e delle reti in nazionale ― Costa Rica | Cronologia completa delle presenze e delle reti in nazionale ― Costa Rica | Cronologia completa delle presenze e delle reti in nazionale ― Costa Rica | Cronologia completa delle presenze e delle reti in nazionale ― Costa Rica | Cronologia completa delle presenze e delle reti in nazionale ― Costa Rica | Cronologia completa delle presenze e delle reti in nazionale ― Costa Rica |
| Data                                                                      | Città                                                                     | In casa                                                                   | Risultato                                                                 | Ospiti                                                                    | Competizione                                                              | Reti                                                                      | Note                                                                      |
| ------------------------------------------------------------------------- | ------------------------------------------------------------------------- | ------------------------------------------------------------------------- | ------------------------------------------------------------------------- | ------------------------------------------------------------------------- | ------------------------------------------------------------------------- | ------------------------------------------------------------------------- | ------------------------------------------------------------------------- |
| 22-8-2007                                                                 | San Juan                                                                  | Costa Rica                                                                | 1 – 1                                                                     | Perù                                                                      | Amichevole                                                                | -                                                                         | 53’                                                                       |
| 13-1-2008                                                                 | San Juan                                                                  | Costa Rica                                                                | 0 – 1                                                                     | Svezia                                                                    | Amichevole                                                                | -                                                                         | 71’                                                                       |
| 14-1-2017                                                                 | Panama                                                                    | Costa Rica                                                                | 0 – 3                                                                     | El Salvador                                                               | Coppa centroamericana 2017                                                | -                                                                         |                                                                           |
| 15-1-2017                                                                 | Panama                                                                    | Belize                                                                    | 0 – 3                                                                     | Costa Rica                                                                | Coppa centroamericana 2017                                                | -                                                                         | 69’                                                                       |
| 21-1-2017                                                                 | Panama                                                                    | Honduras                                                                  | 1 – 1                                                                     | Costa Rica                                                                | Coppa centroamericana 2017                                                | -                                                                         | 69’                                                                       |
| 22-1-2017                                                                 | Panama                                                                    | Panama                                                                    | 1 – 0                                                                     | Costa Rica                                                                | Coppa centroamericana 2017                                                | -                                                                         | 69’                                                                       |
| 15-11-2019                                                                | Willemstad                                                                | Curaçao                                                                   | 1 – 2                                                                     | Costa Rica                                                                | CONCACAF Nations League 2019-2020 - 2º turno                              | -                                                                         | 69’                                                                       |
| 18-11-2019                                                                | San Juan                                                                  | Costa Rica                                                                | 1 – 1                                                                     | Haiti                                                                     | CONCACAF Nations League 2019-2020 - 2º turno                              | -                                                                         | 63’                                                                       |
| 11-10-2020                                                                | San José                                                                  | Costa Rica                                                                | 0 – 1                                                                     | Panama                                                                    | Amichevole                                                                | -                                                                         | 75’                                                                       |
| 14-10-2020                                                                | San José                                                                  | Costa Rica                                                                | 0 – 1                                                                     | Panama                                                                    | Amichevole                                                                | -                                                                         | 64’                                                                       |
| Totale                                                                    |                                                                           | Presenze                                                                  | 10                                                                        |                                                                           | Reti                                                                      | 0                                                                         |                                                                           |

## Palmarès

### Competizioni internazionali
- CONCACAF League: 1

Saprissa: 2019